# Jannik Pörner
Tim Jannik Pörner (* 13. Juli 1994 in Hamburg) ist ein deutscher Volleyballspieler.

## Karriere
Pörner, der aus einer Volleyballer-Familie stammt, begann seine sportliche Karriere 2006 bei seinem Heimatverein 1. VC Norderstedt. 2009 wechselte er als 15-Jähriger zum Schweriner SC, mit dem er 2011 und 2012 deutscher U20-Vizemeister wurde. In der Saison 2011/12 spielte er zusätzlich beim SV Warnemünde in der Regionalliga. Mit der Junioren-Nationalmannschaft belegte er 2012 bei den U20-Europameisterschaften in Italien Platz acht. Danach wechselte der Diagonalangreifer zum Zweitligisten KMTV Eagles Kiel. Von 2014 bis 2022 spielte Pörner beim Bundesligisten SVG Lüneburg, mit dem er 2015 und 2019 das DVV-Pokalfinale erreichte.